# Metanfetamina
La metanfetamina (N,α-dimetilfeniletilammina) è l'N -metil omologo dell'amfetamina, e come quest’ultima, è un simpaticomimetico con attività centrale. Ha un uso limitato come psicostimolante, ed è oggetto di abuso soprattutto in Paesi come gli Stati Uniti, l'Australia, e le Filippine. Condivide con l'amfetamina il meccanismo d'azione, basato sul rilascio delle catecolamine a livello sinaptico, in particolare la dopamina, neurotrasmettitore deputato a stimolare la sensazione di piacere e appagamento.

## Storia
La metanfetamina fu sintetizzata per la prima volta dal farmacista giapponese Nagai Nagayoshi nel 1893. Fu poi Akira Ogata a isolarla sotto forma di cristalli nel 1919.
Il primo uso della metanfetamina è stato per inalatori nasali per l'asma e come decongestionante nasale. Questi inalatori contenevano però la forma levogiro (L), molto più attiva a livello periferico della forma destrogiro (D) o della miscela racemica, usata come stimolante.
Lo stupefacente ha raggiunto notorietà poiché economico e facile da produrre: i materiali sono facilmente reperibili e spesso legali. In seguito ha preso piede anche in Europa, facendo la sua prima comparsa nelle discoteche londinesi. Lo Stato dov'era più consumato fino agli anni 1960 e 1970 fu la Thailandia, soprattutto fra i lavoratori.

## Produzione

### Amatoriale
In ambito non industriale, la metanfetamina è stata storicamente ottenuta attraverso vari metodi basati sulla riduzione chimica di precursori come la pseudoefedrina o l'efedrina, entrambe sostanze precedentemente impiegate in farmaci decongestionanti. Alcuni di questi metodi, oggi noti anche per i rischi elevati connessi alla sicurezza, sono stati oggetto di studi da parte delle autorità sanitarie e delle forze dell’ordine a causa della loro pericolosità e dell’uso improprio.
Tra i metodi più noti (e ormai soggetti a forte contrasto normativo) vi sono quelli basati sull’uso di agenti riducenti reattivi e solventi infiammabili, sviluppati negli Stati Uniti negli anni 2000. Queste tecniche, nate per aggirare le restrizioni su impianti più complessi, hanno comportato numerosi incidenti domestici, esplosioni e gravi contaminazioni ambientali, portando a una crescente regolamentazione dei precursori.
Altri processi, storicamente osservati, prevedevano l’impiego di reagenti contenenti iodio, fosforo e derivati, ma anch’essi sono stati fortemente ostacolati dalla normativa internazionale per via della loro pericolosità e della facilità con cui potevano essere utilizzati per la produzione clandestina.
In molti paesi, l’accesso ai precursori e ai reagenti comunemente utilizzati in questi processi è oggi rigidamente controllato, e il loro impiego è monitorato a livello industriale e farmaceutico.

### Industriale
A livello industriale, la produzione lecita di metanfetamina è limitata e regolata da norme molto severe, ed è destinata esclusivamente a scopi terapeutici, laddove autorizzato. La sintesi può avvenire tramite reazioni di amminazione riduttiva di specifici composti organici (come derivati del fenilacetone), in condizioni controllate di laboratorio e sotto stretta sorveglianza normativa.
Il prodotto industriale ottenuto è tipicamente un racemo (miscela 50:50 dei due enantiomeri), ma possono essere eseguite successive operazioni di separazione ottica (risoluzione enantiomerica) per isolare l'isomero attivo dal punto di vista farmacologico. Tra le tecniche più comuni per questa fase vi è l'impiego di acidi chirali per la formazione di sali diastereoisomerici, separabili grazie alle loro differenti proprietà fisico-chimiche.

## Uso come stupefacente

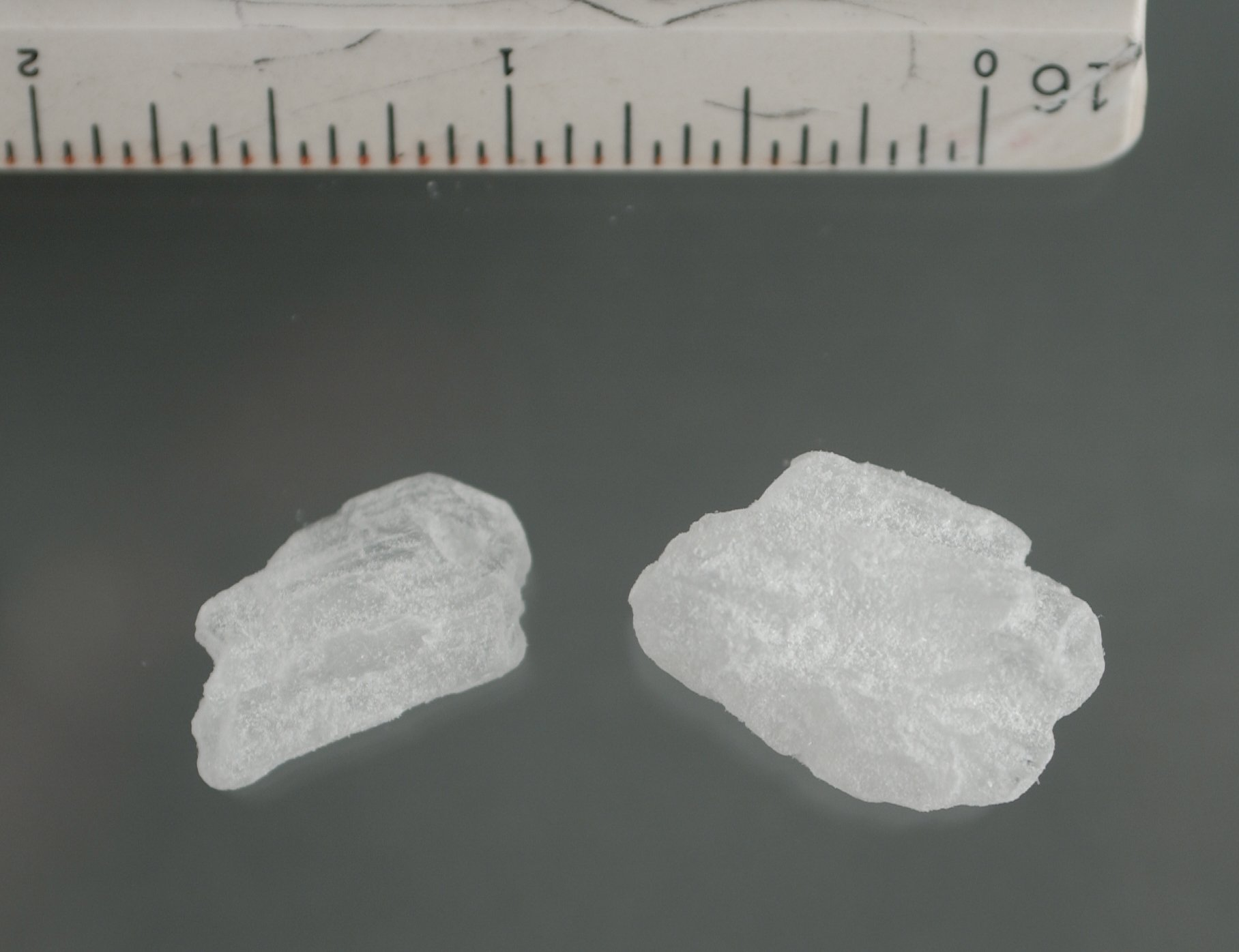
Cristalli di D-metanfetamina

Quando si parla di "Ice" , "Shaboo", "Shabu" (termine in uso nelle Filippine), "Blue sky" (dalla serie TV Breaking Bad)  o "Crystal meth" ci si riferisce alla forma più pura della metanfetamina, ovvero cristalli solitamente limpidi di D-metanfetamina cloridrato. Spesso viene fumata o iniettata, ma può essere anche assunta oralmente o inalata, con effetti di gran lunga superiori alle altre vie di assunzione. L'effetto molto lungo (6-12 ore) e la sua farmacodinamica (agente rilasciante di monoammine) sono le principali differenze di questo tipo di sostanza che la differenziano dalla cocaina.

## Effetti a breve termine
La metanfetamina è un potente stimolante e riduce molto l'appetito, aumentando invece la capacità di rimanere svegli. La sensazione è più breve e intensa se viene iniettata o fumata, mentre è più lunga e meno intensa se inalata o ingerita. Ciò è dovuto al rilascio di notevoli quantità di dopamina nelle aree del cervello che regolano la sensazione di piacere.

## Effetti a lungo termine
L'utilizzo a lungo termine di metanfetamina provoca innanzitutto dipendenza psicologica (diversamente da sedativi, oppioidi ed oppiacei o più genericamente depressori del SNC, come tutti gli stimolanti la dipendenza non è considerabile come fisiologica). Oltre a questo si può riscontrare in parte dei soggetti che utilizzano abitualmente questa sostanza la manifestazione di sintomi come comportamenti violenti, ansia, confusione, insonnia, paranoia e disturbi della personalità. Va ricordato come i cardini della riduzione del danno nell'uso/abuso di stimolanti restano: il sonno, l'idratazione abbondante ed il mantenimento di un introito calorico sufficiente (nonostante spesso non sarà presente alcun senso di appetito). Nel giro di alcuni mesi l'uso abituale di questa droga provoca la sottoregolazione dei recettori dopaminergici D2 e danni a carico delle cellule cerebrali, soprattutto quelle produttrici e rilascianti dopamina, che vengono danneggiate attraverso diversi meccanismi. L'abuso di sostanze stupefacenti come la metanfetamina è spesso accompagnato a scarsa igiene e questo può portare a perdita dei denti e dei capelli, occhiaie e assottigliamento della pelle.

## Uso in medicina
Negli Stati Uniti per il disturbo da deficit di attenzione/iperattività (ADHD) o per la narcolessia si prescrive raramente il Desoxyn (5mg IR), o cloridrato di D-metanfetamina. In Italia non è disponibile alcun preparato a base di anfetaminici, con la parziale eccezione di prescrizioni specialistiche. Fino a pochi anni fa erano presenti nel mercato italiano alcuni preparati anfetaminici: Preludin (Fenmetrazina HCl), Tenuate Dospan (dietilpropione), Ponderal (fenfluramina), Plegine (fendimetrazina), e più indietro negli anni il Villescon (prolintano).

## Diffusione
Delta del Mekong (Cambogia, Laos)
I flussi illeciti di compresse di metanfetamine, note come "yaba", dal Myanmar verso ovest verso l'Asia meridionale sono in aumento da diversi anni, sfruttando le aree di confine difficili da controllare tra Bangladesh, India e Myanmar.
Mondo
Il traffico dei precursori delle metanfetamine, successivamente trasformati in anfetamine per il mercato dell’America settentrionale, si è ampliato in America centrale e meridionale. Grandi consumatori di metanfetamine sono i nordamericani: ne fa uso il 2,1% della popolazione compresa tra 15 e 64 anni. Nel 2017 le acque reflue della città australiana Adelaide hanno rivelato tra 507 e 659 milligrammi di metanfetamina ogni 1 000 persone al giorno, mentre sia a Canberra sia a Toowoomba ne sono stati registrati livelli tra 271-331 milligrammi. Il consumo sta invadendo anche l'Europa.

## Filmografia
- 2000 - Requiem for a dream, film di Darren Aronofsky
- 2001 - Batang West Side, film di Lav Diaz
- 2001 - Six Feet Under, serie TV di Alan Ball
- 2002 - Spun, film di Jonas Åkerlund
- 2008-2013 - Breaking Bad - serie TV di Vince Gilligan, Mark Johnson, Michelle MacLaren.
- 2010 - Un gelido inverno, film di Debra Granik
- 2013 - Giovani Ribelli - Kill Your Darlings, film di John Krokidas
- 2018 - Beautiful Boy, film di Felix van Groeningen
- 2019 - El Camino - Il film di Breaking Bad, film di Vince Gilligan

### Documentari
- 2003 - Crank: Made in America, HBO
- 2005 - The Fifth Estate: Dark Crystal, CBC
- 2005 - Crystal Fear, Crystal Clear, regia di Eva Wunderman
- 2005 - Meth: A County in Crisis, A&E Network
- 2005 - London's Most Dangerous Drug?, regia di Emma Gray e Alex Nott
- 2006 - Frontline: The Meth Epidemic, PBS
- 2006 - Crystal Darkness, regia di Logan Needham
- 2006 - Rock Bottom, regia di Jay Corcoran
- 2006 - A Question of Life or Meth, A&E Network
- 2006 - National Geographic Explorer: World's Most Dangerous Drug (Stagione 21, Episodio 5), National Geographic
- 2006 - The Ice Age, Australian Broadcasting Corporation
- 2007 - Life or Meth, KTVB-TV
- 2007 - American Drug War: The Last White Hope, regia di Kevin Booth
- 2008 - American Meth, regia di Justin Hunt
- 2008 - Law & Disorder, regia di Louis Theroux, BBC
- 2009 - Montana Meth, HBO in collaborazione con Montana Meth Project[8]
- 2009 - The City Addicted to Crystal Meth: regia di Louis Theroux, BBC
- 2012 - Aftermeth, regia di Eva Wunderman
- 2012 - Methamerica, regia di Christopher Halligan
- 2013 - Learning to Breathe, regia di Rocky Romano
- 2018 - Take Your Pills, regia di Alison Klayman